# 1,3,5-Trioxanetrione
La 1,3,5-trioxanetrione est un hypothétique composé organique qui serait un oxyde de carbone de formule brute C3O6. Elle peut être vue soit comme le trimère du dioxyde de carbone, CO2, soit comme la triple cétone du 1,3,5-trioxane.
Des calculs théoriques montrent que cet oxyde de carbone est instable à température ambiante (demi-vie inférieure à 8 secondes) mais serait stable à la température de l'azote liquide, 77 K soit −196 °C.